# Amtsgericht Bissendorf
Das Amtsgericht Bissendorf war ein Gericht der ordentlichen Gerichtsbarkeit in Bissendorf.
Nach der Revolution von 1848 wurde im Königreich Hannover die Rechtsprechung von der Verwaltung getrennt und die Patrimonialgerichtsbarkeit abgeschafft.
Das Amtsgericht wurde daraufhin mit der Verordnung vom 7. August 1852 die Bildung der Amtsgerichte und unteren Verwaltungsbehörden betreffend als königlich hannoversches Amtsgericht gegründet.
Es umfasste aus dem Amt Burgwedel die Gemeinden der Vogtei Bissendorf-Essel: Abbensen, Bennemühlen, Berkhof, Bissendorf, Brelingen, Dubenboste und Rodenbostel, Elze, Gailhof, Hellendorf, Ickhorst, Meitze, Mellendorf, Negenborn, Ögenbostel mit Bestenborstel und Ibingen, Plumhof, Resse, Scheerenbostel, Sprockhof, Wennebostel, Wichendorf.
Das Amtsgericht war dem Obergericht Celle untergeordnet. Es wurde 1859 aufgehoben und sein Gerichtsbezirk dem des Amtsgerichtes Burgwedel zugeordnet.